# Kabupaten de Minahasa du Nord
Le Kabupaten de Minahasa du Nord (Minahasa Utara) est un district de la province de Sulawesi du Nord sur l'île de Sulawesi en Indonésie. Administrativement il est composé de 10  sous-districts (Kecamatan). Son chef-lieu est Airmadidi.

## Kecamatan
Le Kabupaten de Minahasa Utara comprend 10 kecamatan:
- Airmadidi
- Kalawat
- Dimembe
- Talawaan
- Kauditan
- Kema
- Likupang Barat
- Likupang Selatan
- Likupang Timur
- Wori

Il comprend 105 villages (desa) regroupés en 6 communes (kelurahan).

## Sources
1. ↑  « Site officiel de la province de Sulawesi du Nord »(Archive.org • Wikiwix • Archive.is • Google • Que faire ?)